# Katria katria
Katria katria és una espècie de peix de la família dels cíclids i de l'ordre dels perciformes.

## Morfologia
- Els mascles poden assolir 12,7 cm de longitud total.
- Nombre de vèrtebres: 29-31.[4]

## Hàbitat
Viu en zones de clima tropical.
Es troba a l'Àfrica: riu Nosivolo (Província de Toamasina, Madagascar).